# Романов, Александр Иванович (медик)
Александр Иванович Романов (род. 19.11.1948, Томск) — российский медик, клинический реабилитолог, сомнолог.
Академик РАН (2016, членкор с 2014, членкор РАМН с 2005), доктор медицинских наук, профессор, главный врач Центра реабилитации Управления делами Президента Российской Федерации.
Дважды лауреат премии Правительства РФ в области науки и техники (2003, 2012). Заслуженный врач РФ (1997) и Заслуженный деятель науки РФ (2005).
Родился и вырос в Томске в семье педагогов. Окончил Томский медицинский институт. Работал в Томске, занимался фтизиатрией и пульмонологией, получил степень кандидата медицинских наук, работал главным врачом туберкулёзного санатория, а потом Томской областной клинической больницы. В систему кремлёвской медицины был принят Е. И. Чазовым. Докторскую диссертацию защитил по сомнологии.
Член-корреспондент РАМН с 28.04.2005, член-корреспондент РАН с 27.06.2014, академик РАН c 28.10.2016 — по Отделению медицинских наук (клиническая реабилитология).
Супруга — провизор, фитотерапевт; сын — хирург, дочь — доктор медицинских наук.
Награжден знаком «Отличник здравоохранения».

## Труды
- Сон и его нарушения : монография / А. И. Романов, В. К. Решетняк ; Под ред. С. П. Миронова. — Москва : Слово, 2003. — 267 с. ISBN 5-900228-24-X
- Игровая зависимость: механизмы, диагностика и реабилитация / Ю. А. Бубеев, А. И. Романов, В. В. Козлов. — Москва : Слово, 2008. — 160 с. ISBN 978-5-900228-75-4
- Интегративный подход к реабилитации наркозависимых / В. В. Козлов, А. И. Романов. — Москва : Слово, 2009. — 180 с. ISBN 978-5-900228-85-3
- Размышления по поводу актуальных проблем клинической реабилитологии (30-летний опыт работы) // Журнал «Здравоохранение Российской Федерации», 2013.
- Общая и частная медицинская реабилитология / А. И. Романов, Е. В. Силина, С. А. Романов. — М.: Издательский дом «Дело» РАНХиГС, 2017. — 504 с.